# Persée et Andromède (Ballett, 1810)

Titelblatt des Librettos, 1810

Persée et Andromède (französisch für Perseus und Andromeda) ist ein 1810 veröffentlichtes pantomimisches Ballett über den antiken griechischen Mythos von Perseus und Andromeda.
Die Musik komponierte Étienne-Nicolas Méhul, Tanz und Inszenierung verantwortete Pierre Gardel. Seine Ehefrau Marie Miller verkörperte die Hauptrolle der Andromeda. Die Uraufführung erfolgte am 8. Juni 1810 im Theâtre de l’Académic Impériale de Musique.